# Elaphoglossum pteropus
Elaphoglossum pteropus är en träjonväxtart som beskrevs av Carl Frederik Albert Christensen. Elaphoglossum pteropus ingår i släktet Elaphoglossum och familjen Dryopteridaceae. Inga underarter finns listade.